# Atopsyche urumarca
Atopsyche urumarca är en nattsländeart som beskrevs av Schmid 1989. Atopsyche urumarca ingår i släktet Atopsyche och familjen Hydrobiosidae. Inga underarter finns listade i Catalogue of Life.